# Chorvatské muzeum naivního umění
Chorvatské muzeum naivního umění (chorvatsky Hrvatski muzej naivne umjetnosti) je muzeum v chorvatském hlavním městě Záhřebu, které vystavuje díla naivních umělců 20. století. Sbírky muzea obsahují více než 1900 uměleckých děl: obrazy, sochy, kresby a umělecké tisky, především chorvatských ale i známých světových umělců. Nepravidelně pořádá zvláštní tematické výstavy, sympozia a semináře.
Muzeum bylo založeno v roce 1952, jeho expozice s plochou 350 m² se nachází v prvním patře budovy Raffayova paláce, postavené v 18. století na ulici Sv. Cyrila a Metoděje v záhřebském Horním městě.

## Historie
Museum bylo založeno 1. listopadu 1952 s názvem Seljačka umjetnička galerija („selská umělecká galerie“) v Záhřebu. Od roku 1956 neslo název Galerija primitivne umjetnosti („galerie primitivního umění“) a bylo součástí Městské galerie Záhřeb (dnes Muzeum současného umění). Na základě rozhodnutí chorvatského parlamentu bylo v roce 1994 přejmenováno na současný název. Je považováno za nejstarší muzeum naivního umění na světě.

## Sbírky
Muzeum vlastní více než 1850 artefaktů, mezi nimi asi 80 děl z období od počátku 30. do 80. let 20. století. Těžištěm sbírek jsou díla chorvatských autorů, především představitelů školy „Hlebine“. Kromě nich jsou zde zastoupena díla významných umělců dalších národností. Trvale jsou vystavena díla umělců:
Chorvatští umělci
- Eugen Buktenica (1914–1997)
- Emerik Feješ (1904–1969)
- Dragan Gaži (1930–1983)
- Ivan Generalić (1914–1992)
- Josip Generalić (1936–2004)
- Drago Jurak (1911–1994)
- Mijo Kovačić (born 1935)
- Ivan Lacković Croata (1931–2004)
- Martin Mehkek (born 1936)
- Franjo Mraz (1910–1981)
- Ivan Rabuzin (1921–2008)
- Matija Skurjeni (1898–1990)
- Petar Smajić (1910–1985)
- Slavko Stolnik (1929–1991)
- Lavoslav Torti (1875–1942)
- Ivan Večenaj (* 1920)
- Mirko Virius (1889–1943)

další tvůrci
- Enrico Benassi (1902–1978)
- Erik Bödeker (1904–1971)
- Ilija Bosilj (1895–1972)
- Willem Van Genk (1927–2005)
- Pietro Ghizzardi (1906–1986)
- Pavel Leonov (1906–1986)
- Sofija Naletilić Penavuša (1913–1994)
- Vangel Naumovski (1924)
- Nikifor Krynicki (1895–1968)
- Sava Sekulić (1902–1989)
- Milan Stanisavljević (1944)
- Germain van der Steen (1897–1985)
- Simon Schwartzenberg (1895–1990)

## Zvláštní výstavy
Muzeum pořádá i tematické výstavy zaměřené na jednotlivé umělce, či výstavy upozorňující na specifické aspekty naivního umění. Nedávnými výstavami byly Strani majstori iz kolekcije, Nepoznati Skurjeni a Ivan Lacković/Likovnii eksperimenti.
Kromě tematických výstav v muzeu, muzeum pořádá i putovní výstavy v jiných chorvatských městech i zahraničí, s cílem oslovit širší publikum. Umělecká díla ze sbírek muzea byla vystavována v Japonsku (2006), Itálii (2002), Spojených státech amerických (2000), a Slovensku (2000). Odhaduje se, že tyto výstavy zhlédlo celkem víc než 200 000 návštěvníků.